# Joan Balcells
Joan Manel Balcells Fornaguera (Barcelona, 20 de junho de 1975) é um ex-tenista profissional espanhol.